# Mantón

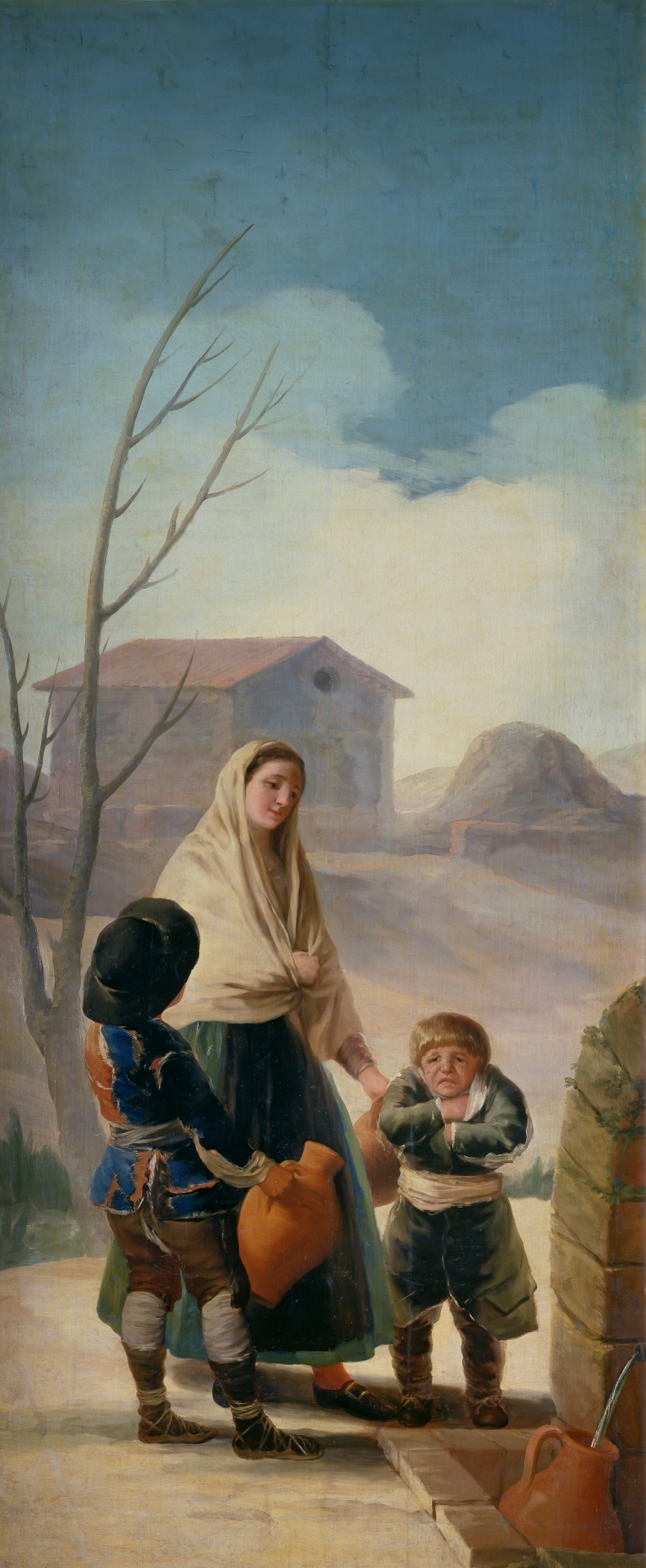
Los pobres en la fuente, pintura de Francisco de Goya (hacia 1786) con una aguadora cubierta con mantón. Museo del Prado.

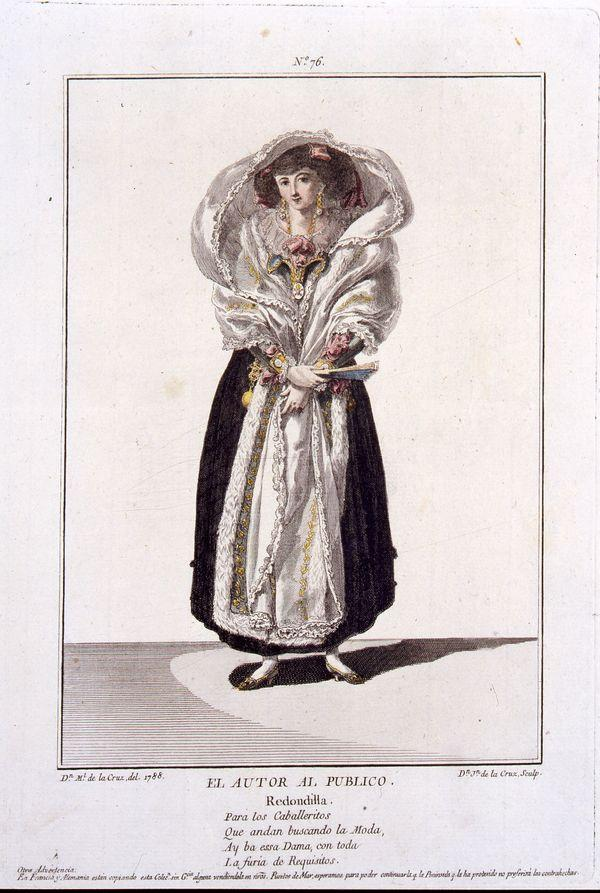
Lujoso mantón de piel en un Retrato de la actriz María Antonia Fernández, "La Caramba", hacia 1788, modelo y árbitro de la moda femenina durante buena parte de la segunda mitad del siglo XVIII.

Mantón es una prenda de mujer usada como sobretodo y con tal denominación desde el siglo XV. Nacida como pieza de abrigo que se lleva sobre los hombros, tanto en España como en Hispanoamérica, alcanza el rango de manto lujoso y se conserva como objeto de la indumentaria tradicional hasta el siglo XX, a veces asociado o identificado con otras prendas como la "mantilla" y distintos tipos de chal.

## Origen, tipología y uso
Prenda de origen muy antiguo, se han encontrado restos arqueológicos de la civilización ibérica en la Península que representan figurillas prerromanas de mujeres con tocados que pudieran ser un precedente del mantón. Más claro parece el origen de esta prenda como evolución del uso del velo musulmán, herencia de Al-Ándalus a través de la mujer mozárabe. En España e Hispanoamérica, y en el extremo opuesto a su origen, parece clara la influencia y permanencia de la cultura del mantón en prendas evolucionadas de aquel como los mantones de seda, las mantillas y los rebozos.
En la vestimenta tradicional popular se conserva un tipo de mantón más corto, como prenda de busto emparentada con la toquilla, cuadrada o rectangular y, en algunos modelos, ribeteada de flecos de su misma urdimbre. En el campo etnográfico se definen diferenciados algunos tipos como:
1. Mantón alfombrado, o pañuelo alfombrado,
2. Mantón de ocho puntas, también llamado pañuelo de ocho puntas.
3. Mantón de luto, manto o velo negro y largo similar a la mantilla.
4. Mantón de Manila, de crespón de seda bordado con motivos de flores y animales (aves y mariposas), de uso festivo y asociado a la cultura de la mujer flamenca.
5. Mantoncillo o pañuelo de talle.

## En las artes y la cultura popular
Excelentes ejemplos de la historia de la pintura española proporcionan una rica galería documental del uso y tipología del mantón, que proporcionan una información visual de incalculable valor etnográfico. Lo mismo podría decirse de algunas manifestaciones del arte hispanoamericano desde el siglo XVIII. En contextos locales con vocación universal resultan interesantes también las aportaciones de pintores del casticismo español, como el simbolista Romero de Torres (hijo) o los ejemplos más costumbristas de su padre, de los que contiene sobrada muestra el museo cordobés dedicado a su obra.

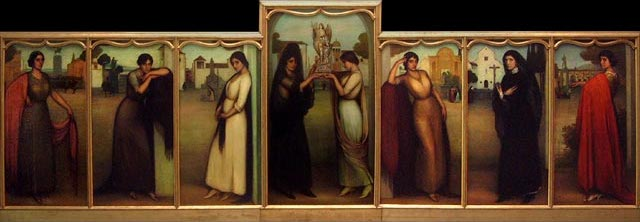
Poema de Córdoba, políptico de Julio Romero de Torres, pintado hacia 1914, en el que pueden apreciarse diversos modelos y usos del mantón andaluz. Museo Julio Romero de Torres, Córdoba.

Aún más importante puede considerarse el legado antropológico de las "colecciones españolas de trajes" que sobre indumentaria se pusieron de moda en la segunda mitad del siglo XVIII. En este capítulo hay que recordar la colección de 86 estampas del grabador Juan de la Cruz Cano y Olmedilla, que data de 1777; obra concebida como un magno catálogo, y que continuó publicándose hasta 1788 con el título de Colección de trajes de España, tanto antiguos como modernos, que comprehende todos los de sus dominios.
También es esencial el conjunto de investigaciones del folclore, tanto en España como en América, con abundantes estudios -casi siempre de ámbito localista- de la evolución del mantón en la indumentaria popular de los lugares de referencia.

## Véase también

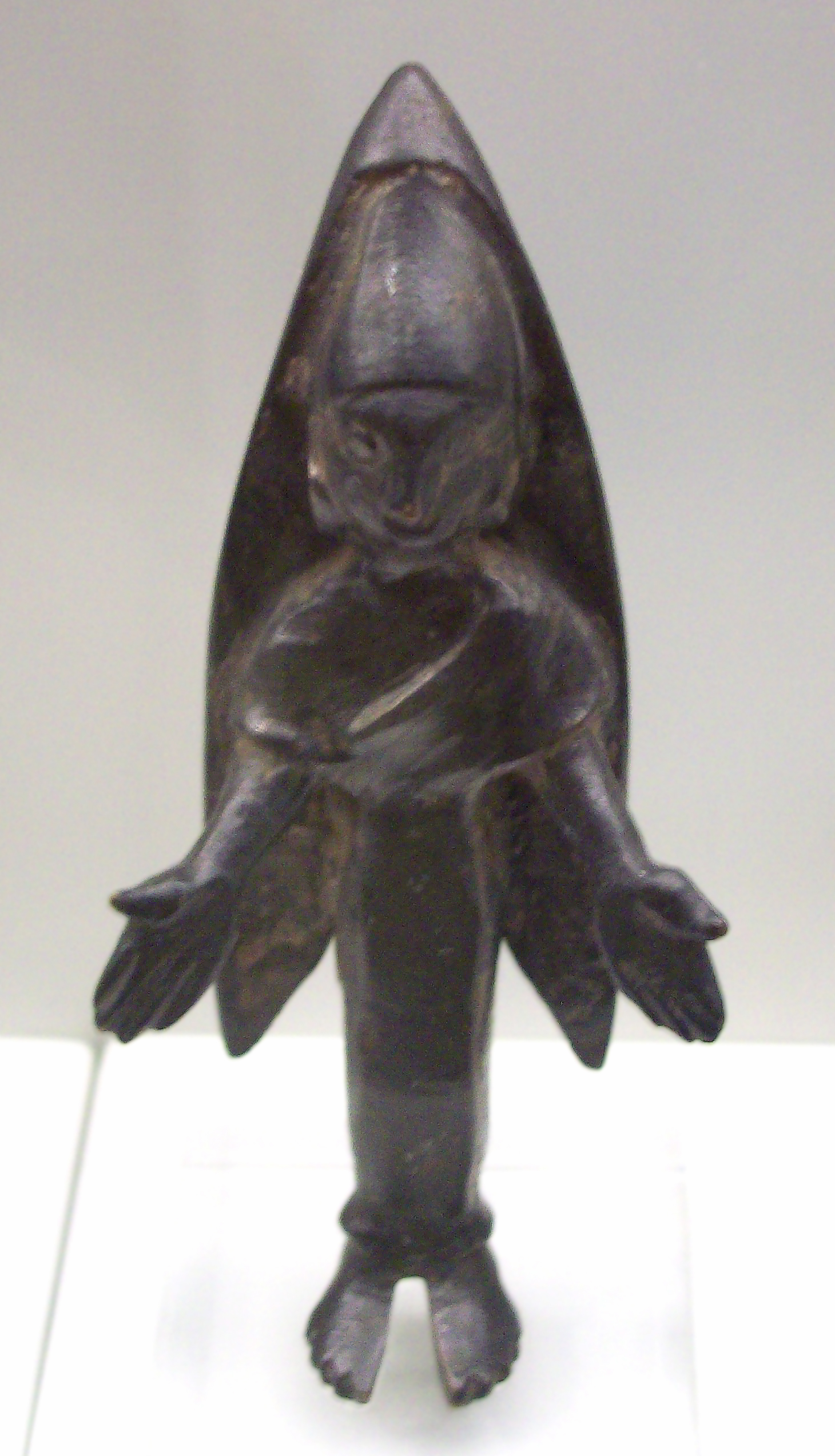
Exvoto ibero de bronce con imagen femenina cubierta por un tocado. Museo Arqueológico Nacional (Madrid).